# .il
.il és l'actual domini de primer nivell territorial (ccTLD) d'Israel, administrat per l'Israel Internet Association. Registrat el 24 d'octubre de 1985, el .il va ser el tercer domini de primer nivell territorial (ccTLD) del món, després de .us i .uk. Actualment, Israel està en procés de reconeixement del domini de primer nivell territorial internacionalitzat ישראל.‏‎.

## Dominis de segon nivell
Existeixen vuit dominis de segon nivell:
- ac.il: institucions acadèmiques
- co.il: entitats comercials
- org.il: organitzacions no comercials
- net.il: proveïdors d'Internet d'Israel
- k12.il: institucions educatives (escoles i guarderies)
- gov.il: entitats governamentals
- muni.il: municipis
- idf.il: Forces de Defensa d'Israel, administrat per Mamram